# Neuropeptid S
Neuropeptid S (NPS) je neuropeptid nađen u mozgu ljudi i sisara. Njega uglavnom proizvode neuroni amigdale, mada NPS-responsivni neuroni pružaju projekcije u mnoge druge oblasti mozga. NPS se specifično vezuje za  G protein-spregnuti receptor. Ispitivanja na životinjama su pokazala da NPS umanjuje anksioznost i apetit, indukuje budnost i hiperaktivnost, što obuhvata hiper-seksualnost, i ima znatnu ulogu u iskorenjivanju uslovljenog straha. Takođe je bilo pokazano da znatno uvećava dopaminsku aktivnost u mezolimbnom putu.

## Sintetički ligandi
Ne-peptidni antagonist NPS receptora, SHA-68, blokira NPS dejstvo kod životinja i proizvodi anksiogene efekte. Nekoliko peptidnih agonista u antagonista izvedenih iz NPS je takođe poznato.

## Peptidna sekvenca
Sekvence neuropeptida S u nekoliko životinjskih vrsta:
| vrsta         | sekvenca             | molekulska težina |
| ------------- | -------------------- | ----------------- |
| čovek         | SFRNGVGTGMKKTSFQRAKS | 2187.5            |
| pacov         | SFRNGVGSGVKKTSFRRAKQ | 2210.5            |
| miš           | SFRNGVGSGAKKTSFRRAKQ | 2182.5            |
| pas, šimpanza | SFRNGVGTGMKKTSFRRAKS | 2215.6            |
| kokoška       | SFRNGVGSGIKKTSFRRAKS | 2183.5            |
| konsenzus     | SFRNGVGxGXKKTSFxRAKx | N/A               |

## Literatura
1. ↑  Xu YL, Gall CM, Jackson VR, Civelli O, Reinscheid RK (2007). „Distribution of neuropeptide S receptor mRNA and neurochemical characteristics of neuropeptide S-expressing neurons in the rat brain”. The Journal of Comparative Neurology. 500 (1): 84—102. PMID 17099900. doi:10.1002/cne.21159.
2. ↑  Jüngling K, Seidenbecher T, Sosulina L, Lesting J, Sangha S, Clark SD, Okamura N, Duangdao DM, Xu YL, Reinscheid RK, Pape HC (2008). „Neuropeptide S-mediated control of fear expression and extinction: role of intercalated GABAergic neurons in the amygdala”. Neuron. 59 (2): 298—310. PMC 2610688 . PMID 18667157. doi:10.1016/j.neuron.2008.07.002.
3. ↑  Meis S, Bergado-Acosta JR, Yanagawa Y, Obata K, Stork O, Munsch T (2008).  Grothe, Benedikt, ур. „Identification of a neuropeptide S responsive circuitry shaping amygdala activity via the endopiriform nucleus”. PLoS ONE. 3 (7): e2695. PMC 2442874 . PMID 18628994. doi:10.1371/journal.pone.0002695.
4. ↑  Reinscheid RK, Xu YL (2005). „Neuropeptide S and its receptor: a newly deorphanized G protein-coupled receptor system”. The Neuroscientist : a Review Journal Bringing Neurobiology, Neurology and Psychiatry. 11 (6): 532—8. PMID 16282594. doi:10.1177/1073858405276405.
5. ↑  Reinscheid RK (2008). „Neuropeptide S: anatomy, pharmacology, genetics and physiological functions”. Results and Problems in Cell Differentiation. 46: 145—58. PMID 18204825. doi:10.1007/400_2007_051.
6. ↑  Xu YL, Reinscheid RK, Huitron-Resendiz S, Clark SD, Wang Z, Lin SH, Brucher FA, Zeng J, Ly NK, Henriksen SJ, de Lecea L, Civelli O (2004). „Neuropeptide S: a neuropeptide promoting arousal and anxiolytic-like effects”. Neuron. 43 (4): 487—97. PMID 15312648. doi:10.1016/j.neuron.2004.08.005.
7. ↑  Reinscheid RK, Xu YL (2005). „Neuropeptide S as a novel arousal promoting peptide transmitter”. The FEBS Journal. 272 (22): 5689—93. PMID 16279934. doi:10.1111/j.1742-4658.2005.04982.x.
8. ↑  Okamura N, Reinscheid RK (2007). „Neuropeptide S: a novel modulator of stress and arousal”. Stress (Amsterdam, Netherlands). 10 (3): 221—6. PMID 17613937. doi:10.1080/10253890701248673.
9. ↑  Leonard SK, Dwyer JM, Sukoff Rizzo SJ, Platt B, Logue SF, Neal SJ, Malberg JE, Beyer CE, Schechter LE, Rosenzweig-Lipson S, Ring RH (2008). „Pharmacology of neuropeptide S in mice: therapeutic relevance to anxiety disorders”. Psychopharmacology. 197 (4): 601—11. PMID 18311561. doi:10.1007/s00213-008-1080-4.
10. ↑  Rizzi A, Vergura R, Marzola G, Ruzza C, Guerrini R, Salvadori S, Regoli D, Calo G (2008). „Neuropeptide S is a stimulatory anxiolytic agent: a behavioural study in mice”. British Journal of Pharmacology. 154 (2): 471—9. PMC 2442439 . PMID 18376418. doi:10.1038/bjp.2008.96.
11. ↑  Vitale G, Filaferro M, Ruggieri V, Pennella S, Frigeri C, Rizzi A, Guerrini R, Calò G (2008). „Anxiolytic-like effect of neuropeptide S in the rat defensive burying”. Peptides. 29 (12): 2286—91. PMID 18793688. doi:10.1016/j.peptides.2008.08.014.
12. 1 2  Mochizuki T, Kim J, Sasaki K (2010). „Microinjection of neuropeptide S into the rat ventral tegmental area induces hyperactivity and increases extracellular levels of dopamine metabolites in the nucleus accumbens shell”. Peptides. 31 (5): 926—31. PMID 20156501. doi:10.1016/j.peptides.2010.02.006.
13. ↑  Okamura N, Habay SA, Zeng J, Chamberlin AR, Reinscheid RK (2008). „Synthesis and pharmacological in vitro and in vivo profile of 3-oxo-1,1-diphenyl-tetrahydro-oxazolo[3,4-a]pyrazine-7-carboxylic acid 4-fluoro-benzylamide (SHA 68), a selective antagonist of the neuropeptide S receptor”. The Journal of Pharmacology and Experimental Therapeutics. 325 (3): 893—901. PMC 2583099 . PMID 18337476. doi:10.1124/jpet.107.135103.
14. ↑  Roth AL, Marzola E, Rizzi A, Arduin M, Trapella C, Corti C, Vergura R, Martinelli P, Salvadori S, Regoli D, Corsi M, Cavanni P, Caló G, Guerrini R (2006). „Structure-activity studies on neuropeptide S: identification of the amino acid residues crucial for receptor activation”. The Journal of Biological Chemistry. 281 (30): 20809—16. PMID 16720571. doi:10.1074/jbc.M601846200.
15. ↑  Camarda V, Trapella C, Calo G, Guerrini R, Rizzi A, Ruzza C, Fiorini S, Marzola E, Reinscheid RK, Regoli D, Salvadori S (2008). „Synthesis and biological activity of human neuropeptide S analogues modified in position 2”. Journal of Medicinal Chemistry. 51 (3): 655—8. PMID 18181564. doi:10.1021/jm701204n.
16. ↑  Camarda V, Trapella C, Calo' G, Guerrini R, Rizzi A, Ruzza C, Fiorini S, Marzola E, Reinscheid RK, Regoli D, Salvadori S (2008). „Structure-activity study at positions 3 and 4 of human neuropeptide S”. Bioorganic & Medicinal Chemistry. 16 (19): 8841—5. PMID 18793857. doi:10.1016/j.bmc.2008.08.073.
17. ↑  Guerrini R, Camarda V, Trapella C, Calò G, Rizzi A, Ruzza C, Fiorini S, Marzola E, Reinscheid RK, Regoli D, Salvadori S (2009). „Synthesis and biological activity of human neuropeptide S analogues modified in position 5: identification of potent and pure neuropeptide S receptor antagonists”. Journal of Medicinal Chemistry. 52 (2): 524—9. PMC 2653091 . PMID 19113861. doi:10.1021/jm8012294.
18. ↑  Camarda V, Rizzi A, Ruzza C, Zucchini S, Marzola G, Marzola E, Guerrini R, Salvadori S, Reinscheid RK, Regoli D, Calò G (2009). „In vitro and in vivo pharmacological characterization of the neuropeptide s receptor antagonist [D-Cys(tBu)5]neuropeptide S”. The Journal of Pharmacology and Experimental Therapeutics. 328 (2): 549—55. PMC 2630366 . PMID 18971372. doi:10.1124/jpet.108.143867.